# Wassoulou-muziek
Wassoulou is een muzikaal genre van West-Afrikaanse populaire muziek, vernoemd naar de streek Wassoulou. De muziek wordt meestal uitgevoerd door vrouwen, die zingen over "vrouwenkwalen", zoals vruchtbare leeftijd, vruchtbaarheid en polygamie. 
Instrumenten die worden gebruikt in dit genre, zijn de soku (een fluit), de djembé (een slaginstrument), de kamale ngoni (een zessnarige harp), de karinyan (metalen buizen die worden gebruikt voor percussie) en de bolon, (een viersnarige harp). 

## Bekende Wassoulou-artiesten
- Dienaba Diakite
- Fatoumata Diawara
- Nahawa Doumbia
- Oumou Sangare
- Coumba Sidibe
- Kagbe Sidibe
- Sali Sidibe